# Pura Fé
 (février 2008).
Pura Fé est une artiste américaine, chanteuse, mais aussi auteur, compositeur, poète, danseuse, actrice, enseignante et militante.
Membre fondateur du trio vocal amérindien Ulali puis artiste solo, elle transmet la culture des natifs américains dans un blues dont elle revendique les influences indiennes.

## Biographie
- Si vous ne connaissez pas le sujet, laissez ce bandeau (vous pouvez alors contacter les auteurs).
- Si vous supprimez le contenu mis en cause (vous pouvez préalablement contacter les auteurs),

argumentez précisément cette suppression dans la page de discussion
(un manque de référence n'est pas un argument ; une recherche réelle de référence doit avoir été effectuée, être formellement documentée).
Née à New York, elle est originaire du peuple indien des Tuscarora par sa mère, une chanteuse classique qui accompagna Duke Ellington, et Taino par son père, le tout mélangé à diverses ascendances européennes.
On peut citer la présence significative de trois de ces titres sur une compilation du label Music Maker intitulé : Last and lost blues survivors
À ce jour (février 2015), elle a produit cinq albums solo : le premier a été réédité en France avec pour titre Tuscarora Nation Blues, le deuxième s'appelle Hold the rain, le troisième, Full Moon Rising, est sorti en 2009, le quatrième, Pura Fe Trio live, est sorti en 2011, et le cinquième, Sacred Seed, est sorti en 2015. Ayant rencontré un succès important dans les salles et les festivals français, elle a aussi été choisie par Paul Personne et Hubert-Félix Thiéfaine pour assurer leur première partie lors de leur tournée commune en 2008, accompagnée du guitariste Danny Godinez. En 2014, elle est invitée par le duo français Antiquarks (Richard Monségu et Sébastien Tron) pour une création avec le festival Les Détours de Babel. Sur l'album KÔ, elle interprète le titre Western Dark Side.
Pura Fé, également guitariste, a collaboré avec de nombreuses références du blues américain comme de la musique traditionnelle amérindienne. Parmi ses influences, on retrouve le célèbre bluesman Taj Mahal[réf. souhaitée].